# Nicoleta Grasu
Nicoleta Lenuța Grasu, geborene Nicoleta Grădinaru, (* 11. September 1971 in Secuieni, Kreis Neamț) ist eine ehemalige rumänische Diskuswerferin.

## Karriere
Bei den Leichtathletik-Weltmeisterschaften 1993 in Stuttgart wurde sie Siebte, bei den Europameisterschaften 1994 Vierte, bei den Weltmeisterschaften 1995 in Göteborg scheiterte sie in der Qualifikation und bei den Weltmeisterschaften 1997 in Athen wurde sie Zehnte. Zum ersten Mal kam sie bei einem Großereignis auf das Podest, als sie bei den Europameisterschaften 1998 Bronze gewann. Es folgte eine weitere Bronzemedaille bei den Weltmeisterschaften 1999 in Sevilla. 2000 schied sie bei den Olympischen Spielen in Sydney in der Qualifikation aus, kam aber im Jahr darauf bei den Weltmeisterschaften in Edmonton erneut auf den Bronzerang, sie rückte nachträglich vom Bronze- auf den Silberrang, nachdem die Erstplatzierte Natalja Sadowa rückwirkend disqualifiziert wurde.
Bei den Olympischen Spielen in Athen wurde sie Sechste und bei den Weltmeisterschaften 2005 in Helsinki belegte sie den fünften Platz; im Jahr darauf gab es für sie bei den Europameisterschaften in Göteborg erneut Bronze. Bei den Weltmeisterschaften 2007 in Osaka belegte sie den vierten Platz, rückte aber nachträglich auf, da die Zweite, die Russin Darja Pischtschalnikowa, wegen Dopings disqualifiziert wurde. Nachdem sie bei den Olympischen Spielen in Peking nur den zwölften Platz belegt hatte, gewann Grasu bei den Weltmeisterschaften 2009 in Berlin die Bronzemedaille. Bei den Europameisterschaften 2010 in Barcelona warf sie den Diskus im ersten Versuch auf 63,48 m und lag damit bis zum letzten Versuch in Führung, dann übertraf die Kroatin Sandra Perković ihre Weite um über einen Meter und gewann Gold vor Grasu.
Ihre persönliche Bestleistung von 68,80 m stammt aus dem Jahr 1999. Sie gewann 14 rumänische Meistertitel: 1992, 1993, 1995–1997, 1999–2002, 2004–2006, 2008 und 2009. 2013 beendete sie ihre Karriere.
Nicoleta Grasu hat bei einer Größe von 1,76 m ein Wettkampfgewicht von 88 kg. Sie ist verheiratet mit dem Olympiavierten von 1992, dem Diskuswerfer Costel Grasu, der auch ihr Trainer war.

## Auszeichnungen
Im Jahr 2009 erhielt Nicoleta Grasu von Staatspräsident Traian Băsescu den Verdienstorden „Meritul sportiv“ III. Klasse mit einem Streifen.